# Tom Woodruff mladší
Tom Woodruff mladší (* 1959 Williamsport-Pensylvánie) je americký kaskadér, tvůrce vizuálních efektů, maskér, režisér, scenárista a v neposlední řadě také herec. Tvorbě filmových kostýmu se učil u Stana Winstona (tvůrce kostýmu Predátora, Terminátora,...) a posléze založil s Alekem Gillisem vlastní společnost Amalgamated Dynamics.
Woodruff se více či méně podílel na filmech jako Terminátor (1984), Spider-Man (2002), Akta X (1998). Dále lze jmenovat filmy Vetřelec vs. Predátor a Vetřelci vs. Predátor 2, kde v obou ztvárnil hlavní postavy Vetřelce a Predaliena.

## Filmografie

### Zvláštní efekty
- Vetřelci vs. Predátor 2 (2007)
- Wild Hogs (2007)
- Elektra (2005)
- Vetřelec vs. Predátor (2004)
- Chvění 4: Legenda ožívá (2004)
- Looney Tunes: Zpět v akci (2003)
- Scary Movie 3 (2003)
- The Santa Clause 2 (2002)
- Chvění 3 (2001)
- Chvění II: Vrátili se zpět (1996)
- Jumanji (1995)
- Mortal Kombat (1995)
- Demolition Man (1993)
- Smrt jí sluší (1992)
- Vetřelec 3 (1992)
- Chvění (1990)
- Vetřelci (1986)
- Terminátor (1984)

### Herec
- Vetřelci vs. Predátor 2 (2007) – Predalien
- Vetřelec vs. Predátor (2004) – Vetřelec označován jako Grid (s mřížkou na hlavě)
- Looney Tunes: Zpět v akci (2003)
- Evoluce (2001) – postava primáta
- Akta X (1998) – Příšera #1
- Věřte nevěřte (seriál)
- Vetřelec: Vzkříšení (1997) – hlavní vetřelec
- Jumanji (1995) – lev, krokodýl
- Mortal Kombat (1995) – Goro
- Vetřelec 3 (1992) – Vetřelec
- "Příběhy ze záhrobí" (1 epizoda, 1990)
- Chvění (1990)

### Režisér
- My Cousin's Keeper (2007)
- Věřte nevěřte (2 epizody, 1998-2000)
  - Zrcadlo pravdy (2000)
  - Slepecký pes (1998)